# P. Chandrasekhara Rao
P. Chandrasekhara Rao (Patibandla Chandrasekhar Rao; Telugu పి. చంద్రశేఖర రావు; * 22. April 1936 in Veerulapadu, Andhra Pradesh; † 11. Oktober 2018) war ein indischer Jurist. Er wirkte zwischen 1996 und 2017 als Richter am Internationalen Seegerichtshof und war von 1999 bis 2002 dessen Präsident.

## Leben
P. Chandrasekhara Rao studierte Rechtswissenschaften an der University of Madras und war anschließend von 1963 bis 1967 für die Indische Gesellschaft für internationales Recht im Bereich der Forschung tätig. Danach wechselte er in das indische Außenministerium, in dem er bis 1976 als Rechtsberater wirkte. Darüber hinaus fungierte er von 1972 bis 1976 auch als Rechtsberater der ständigen Vertretung seines Heimatlandes bei den Vereinten Nationen (UN) in New York. Von 1976 bis 1996 war er in verschiedenen Positionen im indischen Justizministerium tätig. Parallel dazu war er Gastprofessor an der Osmania University in Hyderabad (1994/1995), an der Kakatiya University in Warangal (1994/1995) und an der University of Madras (1995/1996). Von 1994 bis 2000 fungierte er als Vizepräsident der Indischen Gesellschaft für internationales Recht.
Er gehörte 1996 zu den ersten Richtern des im gleichen Jahr entstandenen Internationalen Seegerichtshofs in Hamburg. Dieses Amt hatte er bis 2017 inne, von 1999 bis 2002 zugleich als Präsident des Gerichts.
2012 wurde P. Chandrasekhara Rao mit dem indischen Staatsorden Padma Bhushan ausgezeichnet.

## Publikationen (Auswahl)
- The New Law of Maritime Zones: With Special Reference to India's Maritime Zones. New Delhi 1983
- The Indian Constitution and International Law. Delhi 1993
- The International Tribunal for the Law of the Sea: Law and Practice. Den Haag 2001 (als Mitherausgeber)